# Улица Ропажу (Рига)
Улица Ро́пажу (латыш. Ropažu iela) — улица в Видземском предместье города Риги, в микрорайоне Тейка. Начинается от перекрёстка Бривибас гатве с Густава Земгала гатве и заканчивается слиянием с Бривибас гатве. На всём протяжении имеет асфальтовое покрытие. Общая длина улицы составляет 2617 метров.
Застроена преимущественно многоквартирными домами разного времени постройки. По улице Ропажу на всём её протяжении проходит трамвайная линия, по которой курсируют трамвайные маршруты 1, 3.

## История
Улица Ропажу известна с давних времён как старое Петербургское шоссе, почтовая дорога. В 1902 году получила название Роденпойская улица — в честь одного из древнейших сёл Латвии, исторически носившего наименование Роденпойс, а в начале XX века получившего латышское название Ропажи. Вслед за селом, было уточнено и название улицы.
С 1961 по 1990 год носила имя космонавта Юрия Гагарина.

## Примечательные здания
- Дом № 2 — Дворец культуры ВЭФ (памятник архитектуры государственного значения)
- Дом № 6 — административное здание LMT
- Дом № 120 — церковь Святого Креста (1910 г., памятник архитектуры государственного значения)
- Жилые дома № 37 (постройки 1908 г.) и № 130/138 (1926/1927 гг.) являются охраняемыми памятниками архитектуры местного значения, а дом № 15 (1911 г.) — памятником архитектуры государственного значения[4].

## Прилегающие улицы
Улица Ропажу пересекается со следующими улицами:
- Густава Земгала гатве
- Улица Ледманес
- Улица Апес
- Улица Видрижу
- Улица Палму
- Улица Джутас
- Улица Ауструму
- Улица Маза Цаунес
- Улица Маза Ропажу
- Улица Дзербенес
- Улица Крустабазницас
- Улица Райскума
- Бривибас гатве